# Coronel Xavier Chaves
Coronel Xavier Chaves é um município brasileiro no interior do estado de Minas Gerais, Região Sudeste do país. Localiza-se na região central mineira e ocupa uma área de cerca de 140 km², sendo que 1 km² está em perímetro urbano. Sua população foi recenseada em 2022 em 3 486 habitantes.

## Geografia
Conforme a classificação geográfica mais moderna (2017) do IBGE, Coronel Xavier Chaves é um município da Região Geográfica Imediata de São João del-Rei, na Região Geográfica Intermediária de Barbacena.

### Circunscrição eclesiástica
O município tem Nossa Senhora da Conceição como padroeira. A paróquia Nossa Senhora da Conceição pertence à Diocese de São João del-Rei.

## Imagens

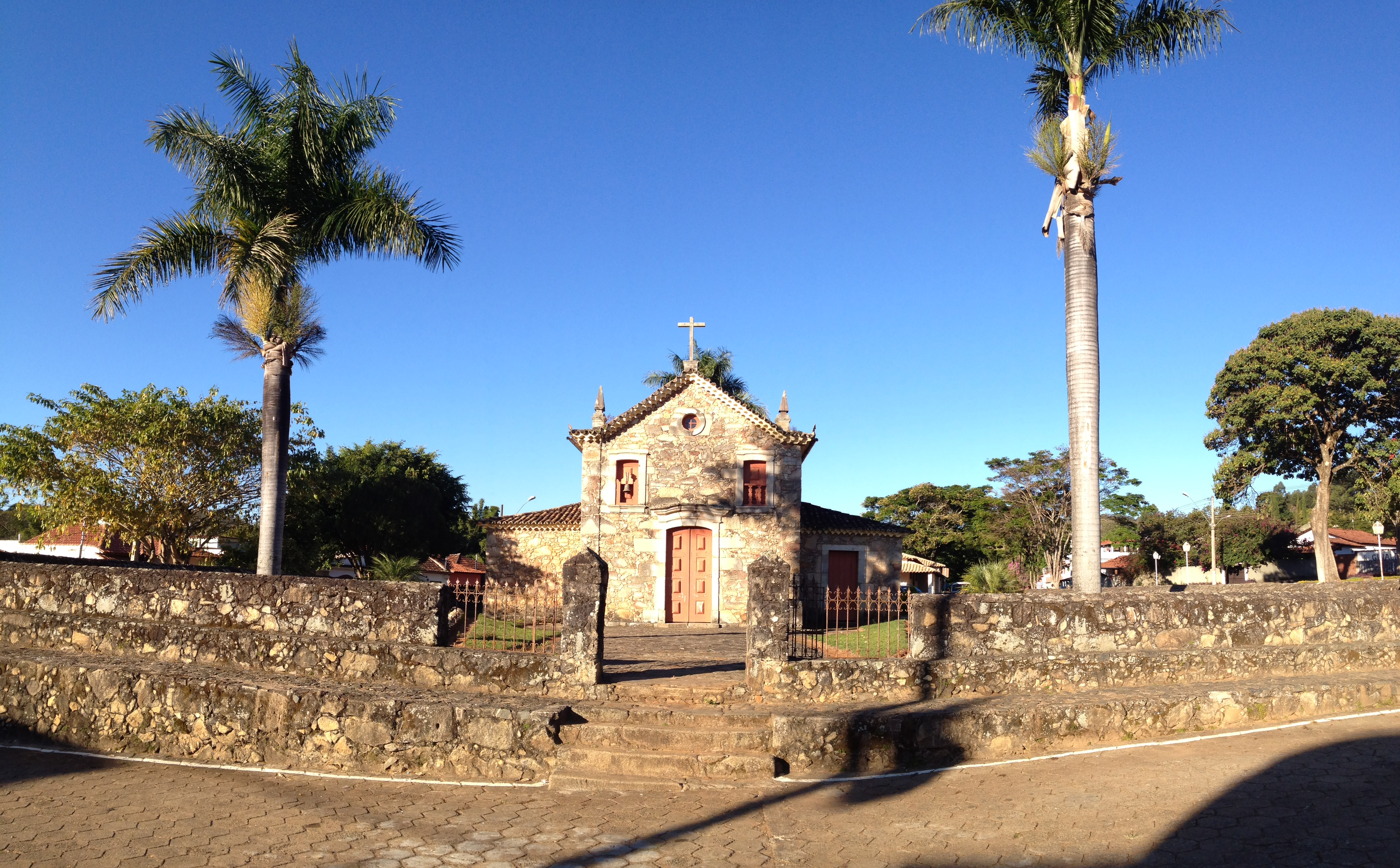
Capela de Nossa Senhora do Rosário (c. 1717)
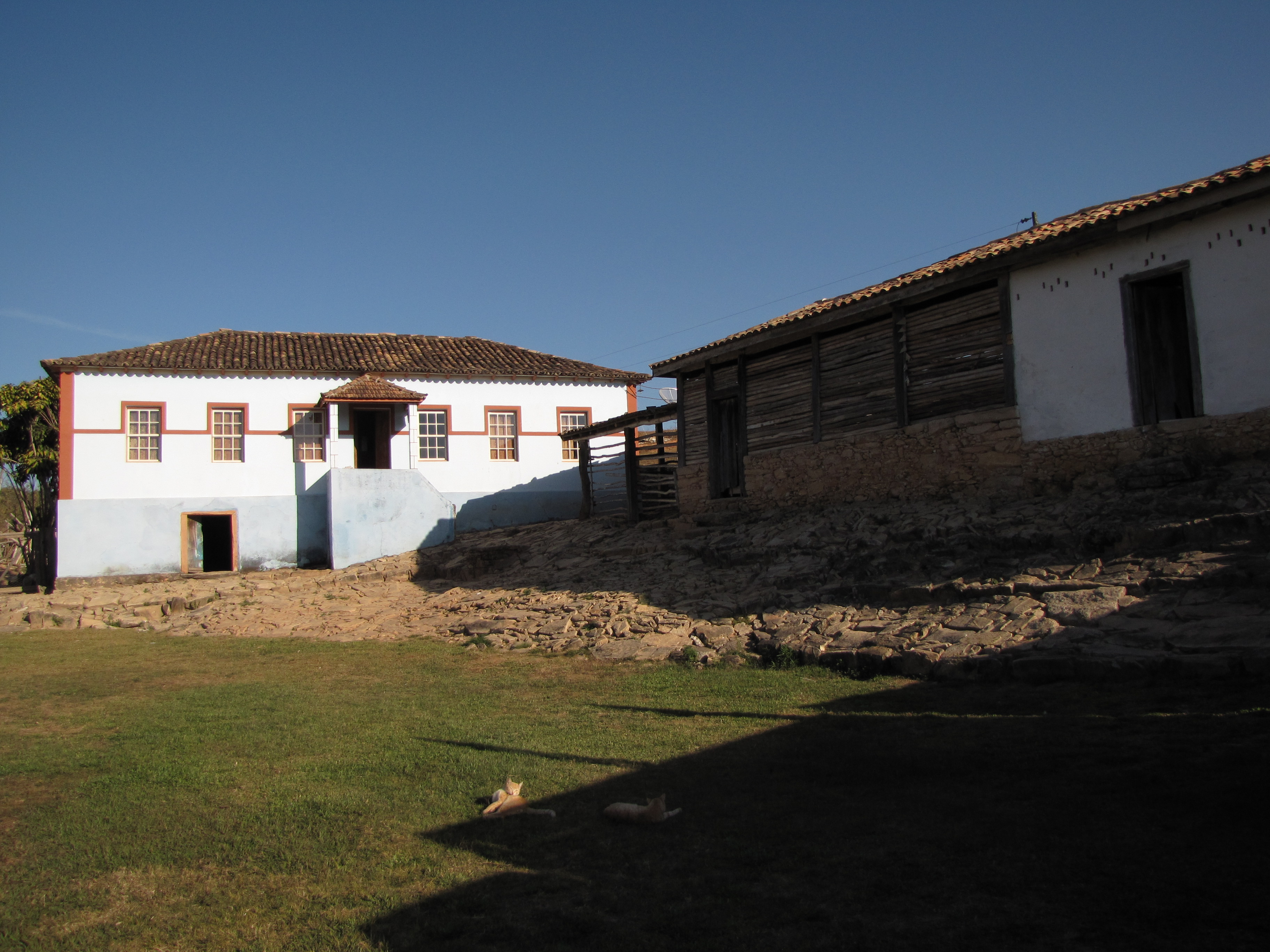
Fazenda Cachoeira, bem de interesse histórico.
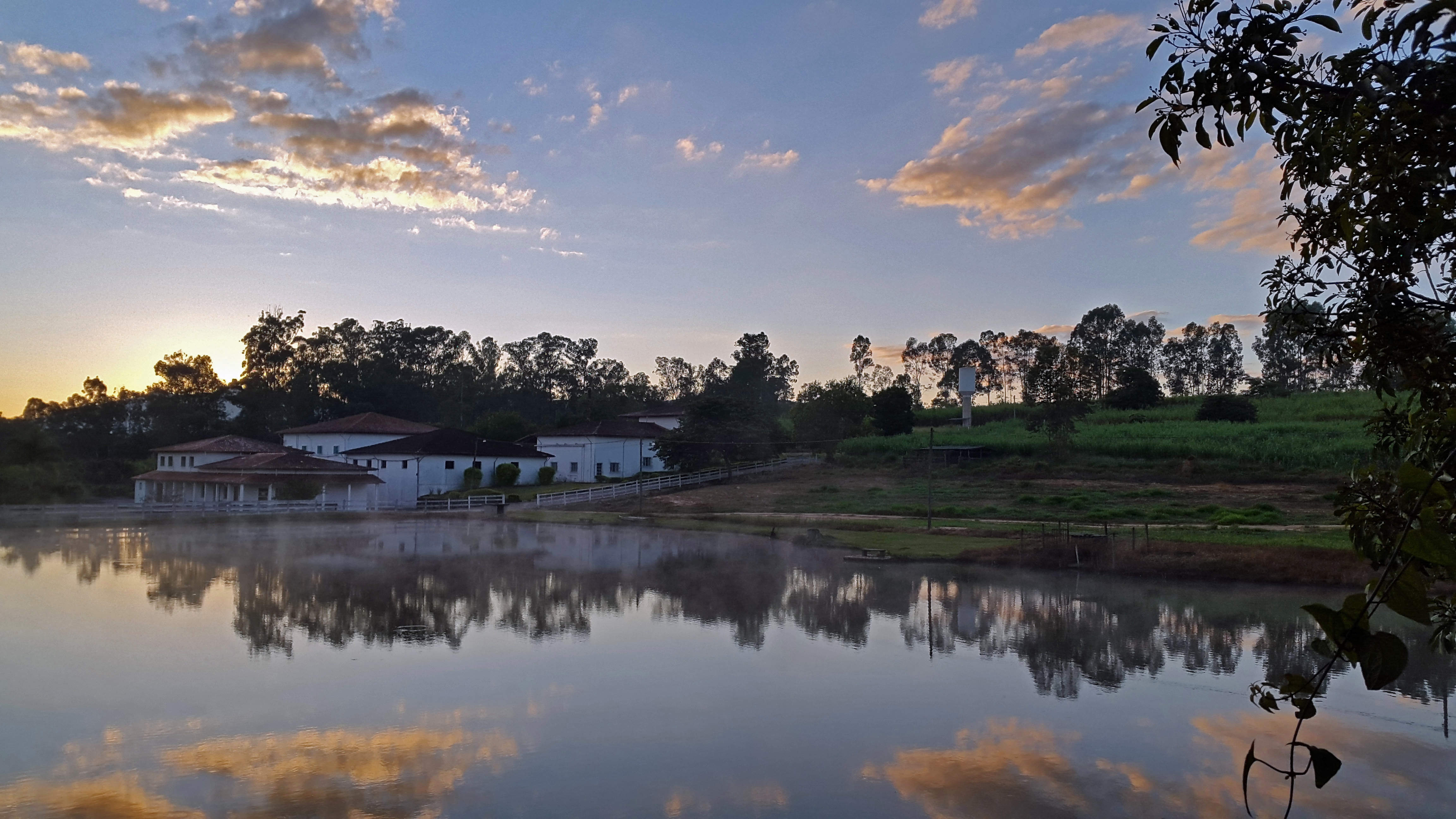
Amanhecer no alambique do Hotel Fazenda Bela Vista